# Gisèle Caille
Gisèle Caille va ser una ciclista francesa que combinava la carretera amb la pista. Va guanyar una medalla de bronze en Velocitat als Campionats del món en pista de 1964 per darrere de les soviètiques Irina Kiritxenko i Galina Iermolàieva. En ruta, va guanyar el campionat nacional de 1966

## Palmarès en ruta
- 1966
  -  Campiona de França en ruta

## Palmarès en pista
- 1964
  -  Campiona de França en velocitat
- 1965
  -  Campiona de França en velocitat
- 1966
  -  Campiona de França en velocitat
- 1967
  -  Campiona de França en velocitat
- 1968
  -  Campiona de França en velocitat